# クローバー・シリーズ バラのかげり / ひとかけらの純情
『クローバー・シリーズ バラのかげり / ひとかけらの純情』（ - ひとかけらのじゅんじょう）は、南沙織5枚目のコンパクト盤。1974年5月1日発売。発売元はCBS・ソニー。規格品番: SOLD-36。

## 解説
CBS・ソニーから発売されていたA面2曲、B面2曲、計4曲を収録したコンパクト盤『クローバー・シリーズ』の南沙織盤第5弾。
前作のクローバー・シリーズまではタイトルに楽曲名が1つだけついていたが、今作からは曲名が2つついている。

## 収録曲

### Side A
1. バラのかげり
  - 作詞: 有馬三恵子、作曲・編曲: 筒美京平
2. 透き通る夕暮れ
  - 作詞: 有馬三恵子、作曲・編曲: 筒美京平
  - 10thシングル『ひとかけらの純情』のB面曲。

### Side B
1. ひとかけらの純情
  - 作詞: 有馬三恵子、作曲・編曲: 筒美京平
2. 殉愛
  - 作詞: 有馬三恵子、作曲・編曲: 筒美京平
  - 8thアルバム『ひとかけらの純情』の収録曲。

## 関連作品
- 『南沙織 クローバー・シリーズ』

クローバー・シリーズ 17才
クローバー・シリーズ 純潔
クローバー・シリーズ 早春の港
クローバー・シリーズ 色づく街
クローバー・シリーズ 夜霧の街 / 夏の感情
クローバー・シリーズ 17才 / 純潔
クローバー・シリーズ 想い出通り / 女性
クローバー・シリーズ 色づく街 / 哀愁のページ
シンシアのクリスマス
クローバー・シリーズ ひとねむり / 人恋しくて